# Renault Sandero
Renault Sandero (рус. Санде́ро) — субкомпактный хетчбэк на шасси Renault Logan, формально не входящий в семейство Logan.

## Первое поколение

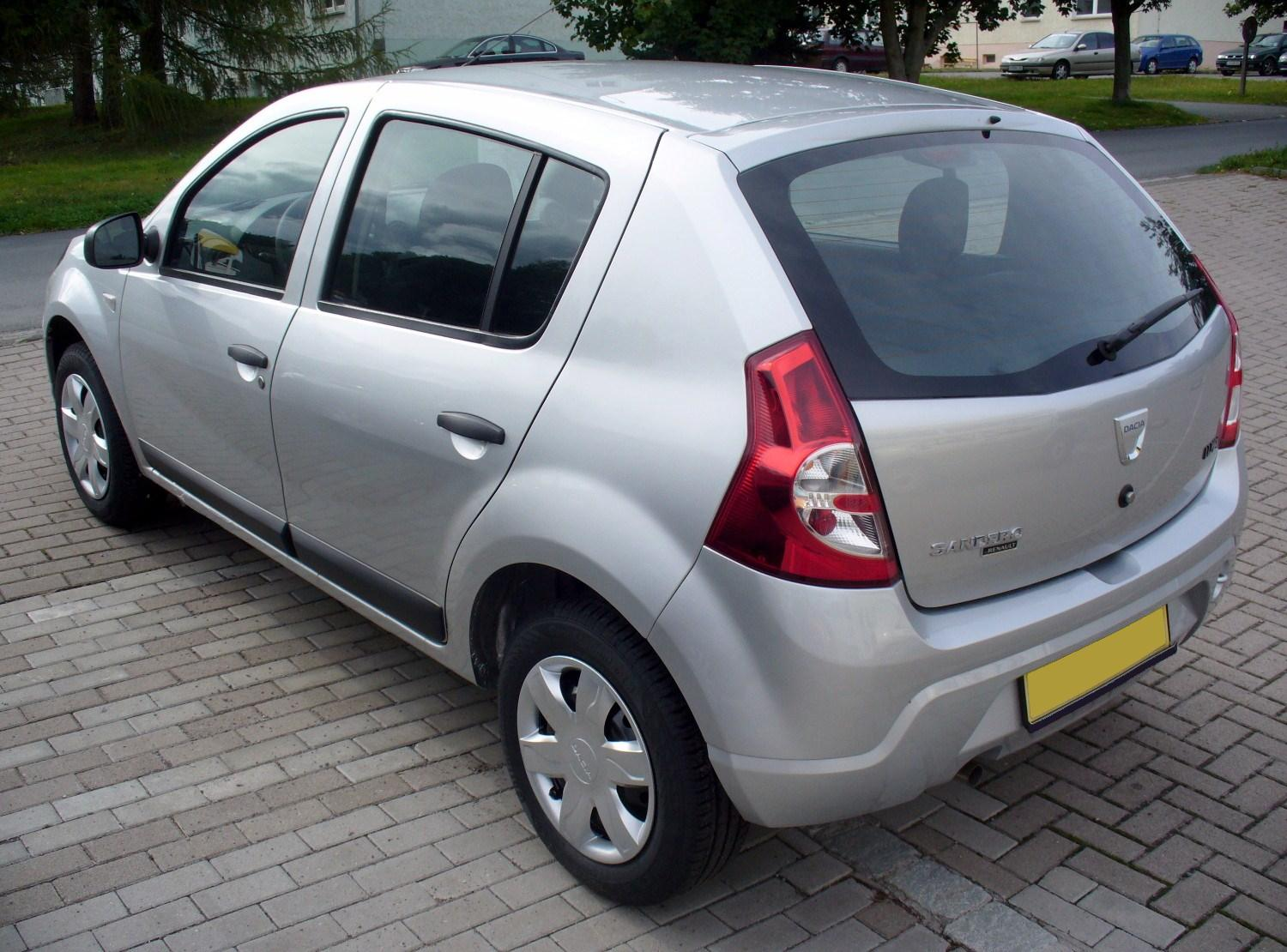
Вид сзади

Sandero первого поколения имеет внутризаводской индекс B90. Отличается укороченной до 2591 мм колесной базой (у Логана 2630 мм) и иной внешностью, решенной в духе Renault Scenic.
Разработка началась в 2005 году. Полномасштабное производство Renault Sandero на заводе имени Айртона Сенны в Куритибе стартовало в декабре 2007 года. Продается в Бразилии, а с февраля 2008 года и в Аргентине. Европейская премьера Dacia Sandero состоялась в марте 2008 года на автосалоне в Женеве. В 2008 году его серийное производство (под маркой Dacia) началось в Румынии, в 2009 году в Южной Африке. С 2009 года продается на Украине, а также в Республике Беларусь. С декабря 2009 г. выпускается в Москве на заводе «Рено Россия» (до 2014 года «Автофрамос»). Продажи в России начались 1 марта 2010 г.
В общей сложности Бразилия инвестировала в производство Renault Sandero 372 млн евро. Немного удалось сэкономить на Nissan B, — она общая с другим бестселлером — Logan. Из общей суммы 149 млн евро пошли на адаптацию моделей Logan и Sandero для южноамериканских рынков, ещё 223 млн евро — в индустриальные инвестиции.
По сравнению с седаном Renault Logan хетчбэк Sandero имеет меньшую на 39 мм колёсную базу, она равна 2591 мм. Дорожный просвет хетчбэка составляет 155 мм. Sandero и Logan унифицированы примерно на 70 %, в том числе модели имеют общую гамму силовых агрегатов и трансмиссию.
Базовым двигателем для Renault Sandero является 1,4-литровый 8-клапанный бензиновый мотор мощностью 75 л. с., 1,6-литровый двигатель существует в 8-клапанной (84 л. с.) и 16-клапанной (102 л. с.) модификациях. Версия автомобиля с двигателем 1,6 литра в 16-клапанной модификации доступна как с МКПП, так и с АКПП.
Базовая для Renault Sandero комплектация называется Authentique, вторая по оснащённости версия — Expression, максимальная комплектация — Prestige. В последней версии спинка заднего сиденья складывается в отношении 1/3 (или 2/3), в более дешёвых модификациях задняя спинка не разделяемая. Максимальный объём багажного отделения в Renault Sandero составляет 1200 литров (минимальный — 320 литров).
На российский рынок Renault Sandero поставляется с защитой поддона двигателя и с адаптацией к запуску двигателя в холодном климате.

### Sandero Stepway I

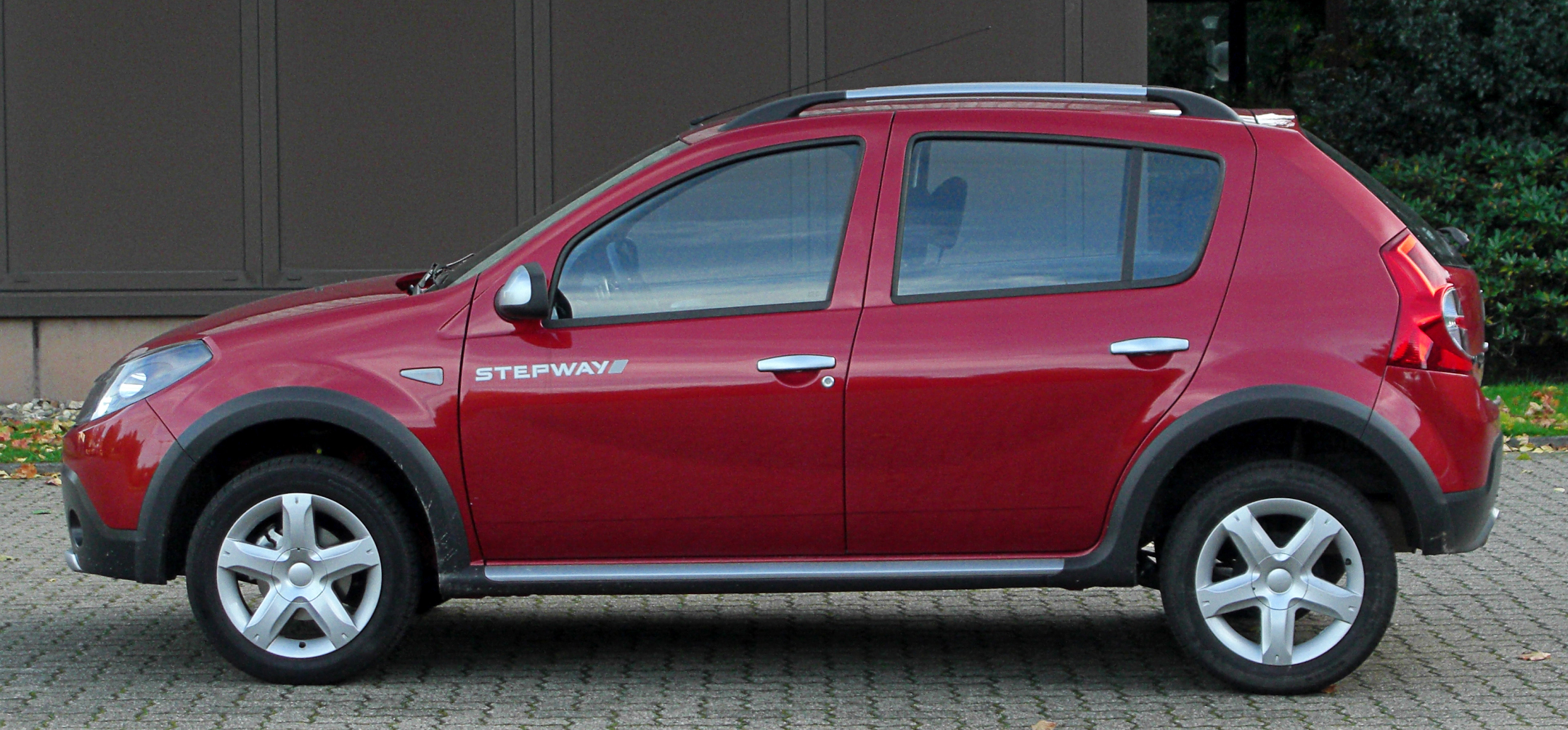
Sandero Stepway

С 2010 года на европейском рынке доступна внедорожная версия под названием Sandero Stepway. Автомобиль отличается увеличенным на 20 мм клиренсом (до 175 мм под нагрузкой и 195 мм без нагрузки) за счет других амортизаторов и пружин, а также иной формой бамперов, наличием декоративных пластиковых порогов, рейлингов на крыше и массивных колесных арок. Согласно набору опций и оборудования Sandero Stepway занимает промежуточное положение между комплектациями Sandero Expression и Prestige, но тем не менее обладает набором опций, присущих исключительно ему. Sandero Stepway выпускается в комплектации с 8-клапанным двигателем объемом 1,6 л (84 л.с. при 5500 об/мин) и ручной пятиступенчатой КПП, а также с 16-клапанным двигателем 1,6 л (102 л.с. при 5750 об/мин) и четырехступенчатой АКПП. Максимальный крутящий момент составляет 124 Нм при 3000 об/мин для 8-клапанного двигателя и 145 Нм при 3750 об/мин для 16-клапанного.
Существует также бразильская модификация Stepway, которая отличается от российской формой передней решетки, типами двигателей и другими изменениями. Была представлена в Бразилии в 2008 году.

### Безопасность
| Euro NCAP                                             | Euro NCAP | Euro NCAP | Euro NCAP |
| ----------------------------------------------------- | --------- | --------- | --------- |
| Рейтинги                                              | Пассажир  |           | 24        |
| Рейтинги                                              | Ребёнок   |           | 38        |
| Рейтинги                                              | Пешеход   |           | 6         |
| Протестированная модель: Dacia Sandero 1,5 dCi (2008) |           |           |           |

## Второе поколение
Осенью 2012 года на автосалоне в Париже было представлено новое поколение седана Logan и хетчбэка Sandero.
Летом 2012 года стало известно о готовящемся обновлении модели.
В июне 2014 года начались продажи в Южной Америке. Там автомобиль производится в Бразилии.
4 сентября 2014 года стартовали продажи Renault Sandero в России. Он производится на заводе АвтоВАЗ. На новых Sandero, в зависимости от комплектации, появился круиз-контроль и задние парковочные датчики. Уже в самую доступную комплектацию включены передние и боковые подушки безопасности водителя и пассажира и ESP. Установлены и  новые моторы.  Главная новинка - бензиновый трехцилиндровый мотор с турбонаддувом  TCe 90, развивающий мощность 90 л.с при 5 250 об/м, крутящий момент - 135 Нм, 90% которого уже доступно при 1,650 об/м. Расход топлива оставляет 4,8л/100 км.
Еще один бензиновый двигатель объемом 1,2 л 16V, мощностью 75 л.с., с расходом топлива 5,6л/100 км, удовлетворяет нормам Евро-5. Выброс СО2 составляет 135 г/км. Также доступен вариант этого мотора на сжиженном газе. На 26 мм увеличен дорожный просвет в комплектации 
Stepway. 

### Sandero Stepway II
Параллельно с Sandero была представлена обновленная внедорожная версия Sandero Stepway.

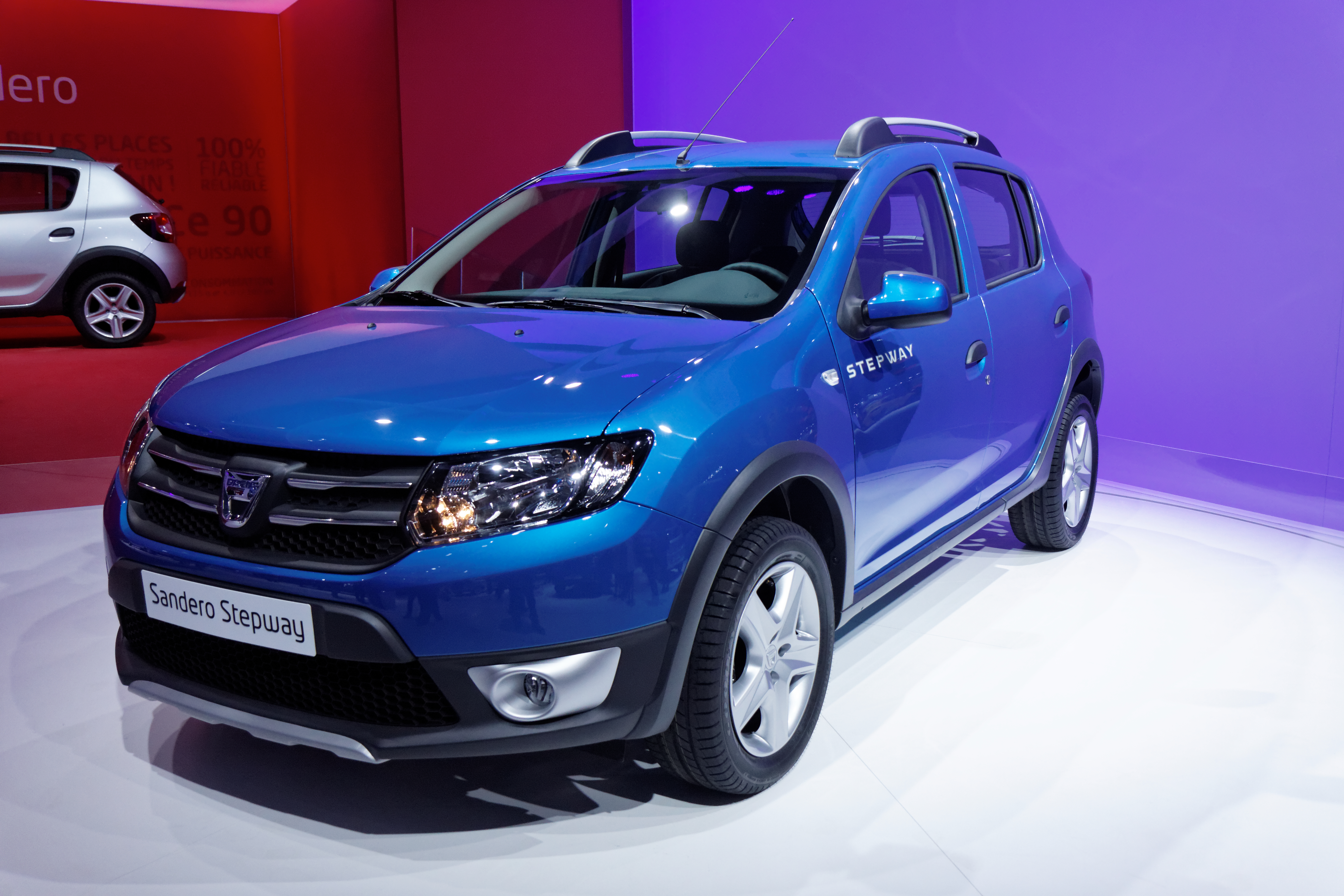
Sandero Stepway
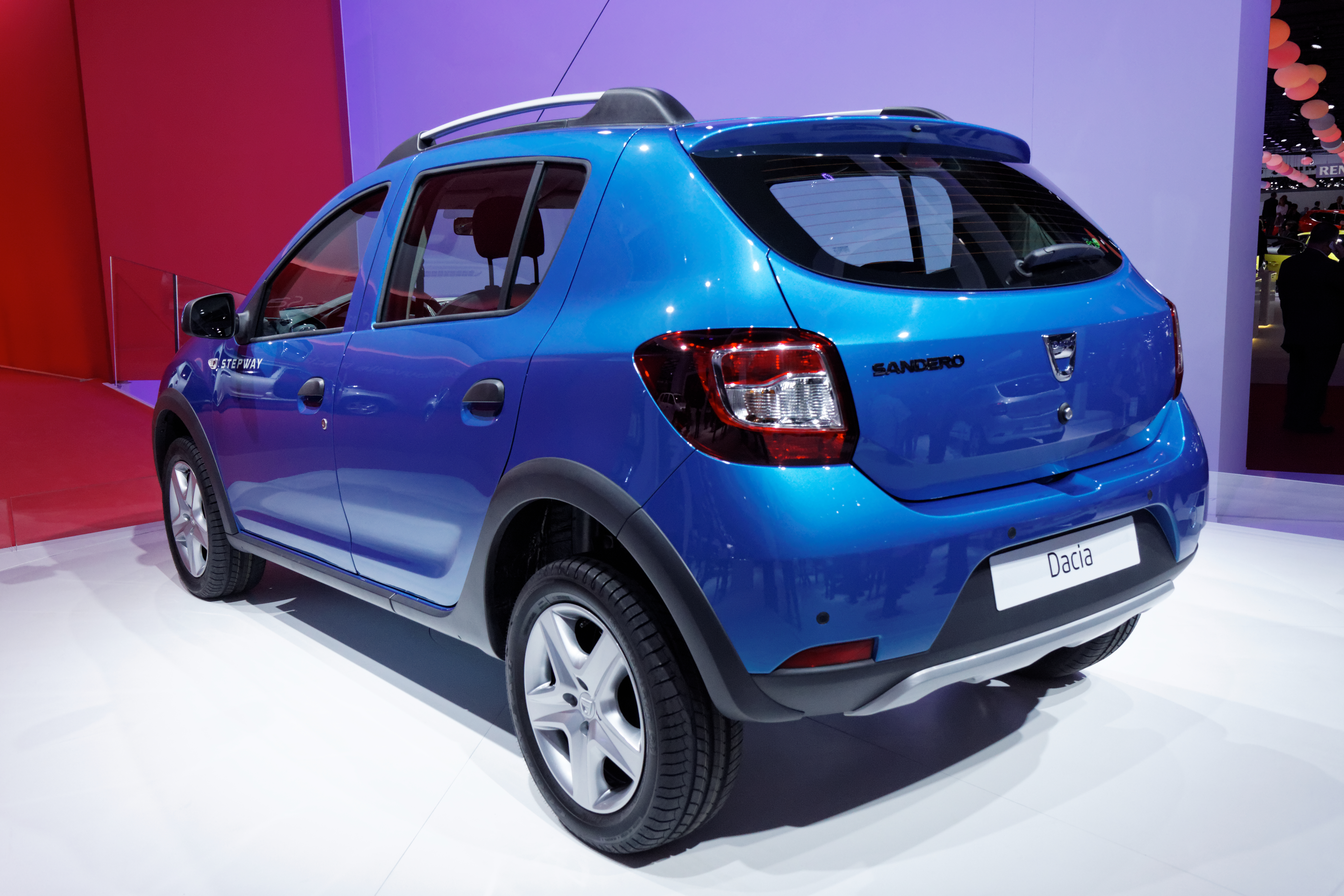
Sandero Stepway сзади
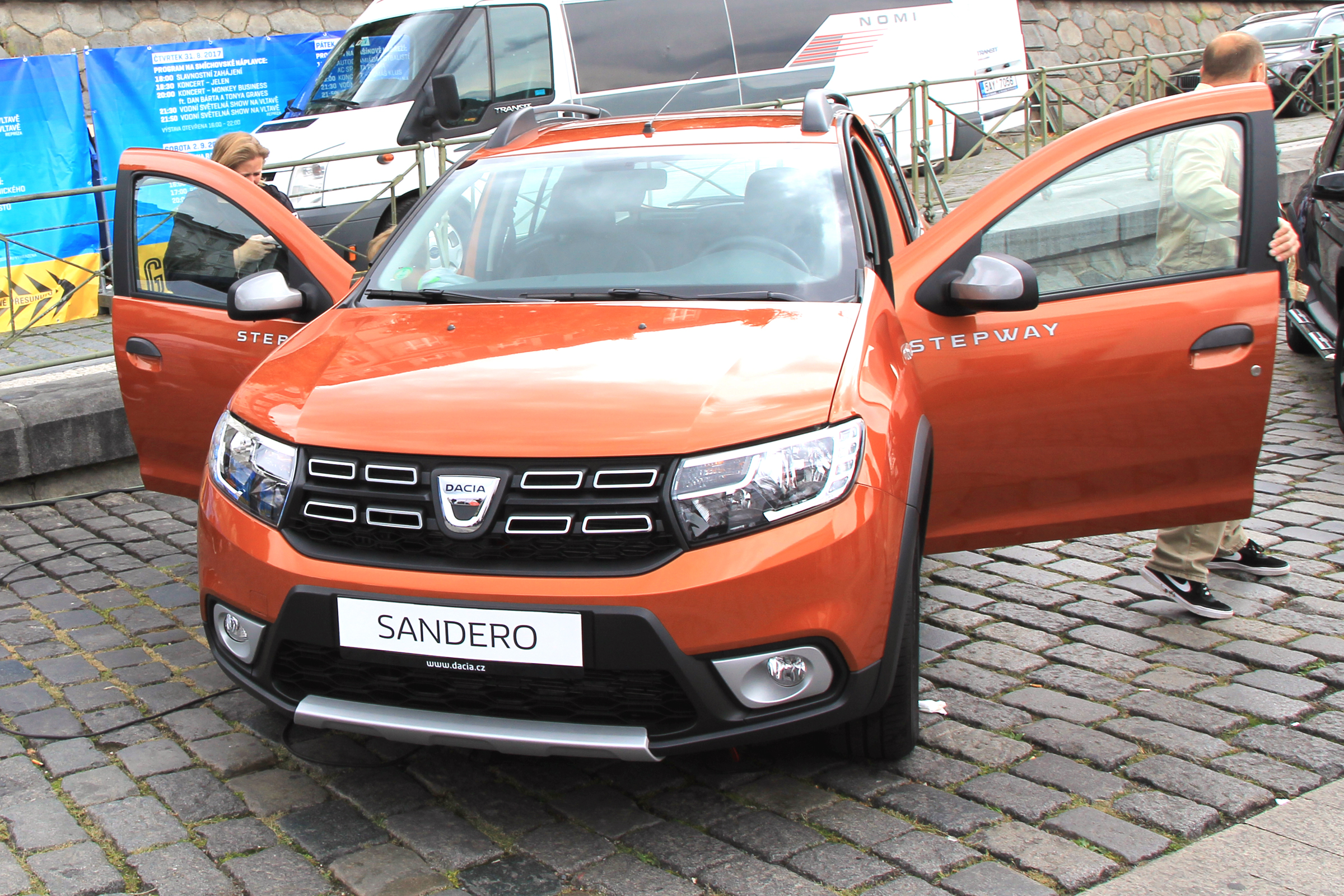
Sandero Stepway

### Награды и критика
В январе 2013 года британский журнал What Car? назвал Sandero как лучший супермини ценой менее 12 000 £.  What Car? наградил Sandero ещё раз в 2014 и 2015 годах.
Британский автомобильный журнал Auto Express оценил Sandero Stepway на 4 из 5 звёзд.

### Безопасность
Автомобиль прошел тест Euro NCAP в 2013 году:
| Euro NCAP                                                   | Euro NCAP | Euro NCAP | Euro NCAP             |
| ----------------------------------------------------------- | --------- | --------- | --------------------- |
| · общий рейтинг                                             |           |           |                       |
| 80%                                                         | 79%       | 57%       | 55%                   |
| взрослый пассажир                                           | ребёнок   | пешеход   | активная безопасность |
| Протестированная модель: Dacia Sandero 1,2 base, LHD (2013) |           |           |                       |

## Третье поколение
Третье поколение Sandero и Sandero Stepway было представлено в сентябре 2020 года вместе с моделью Logan.

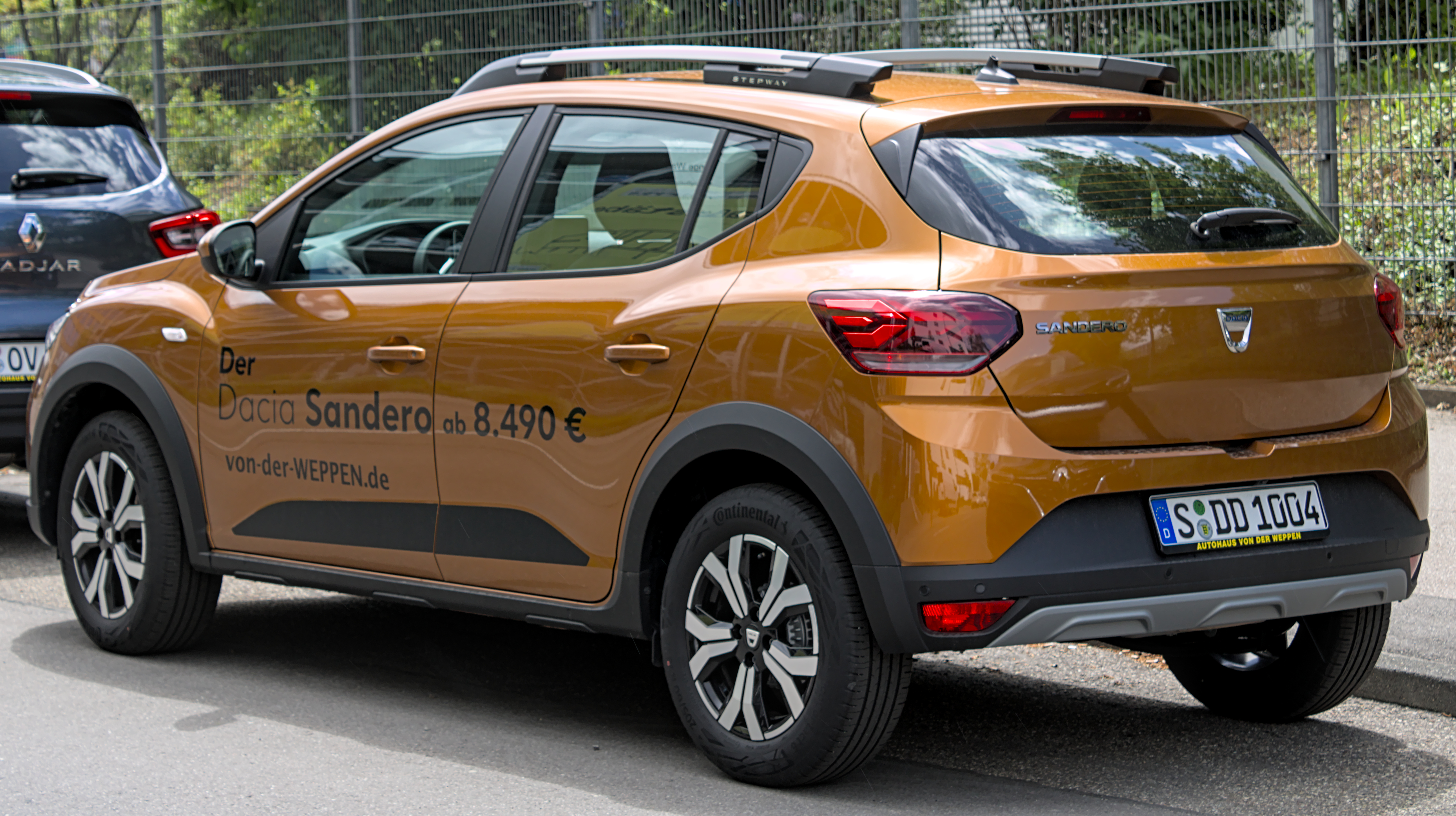
Задний
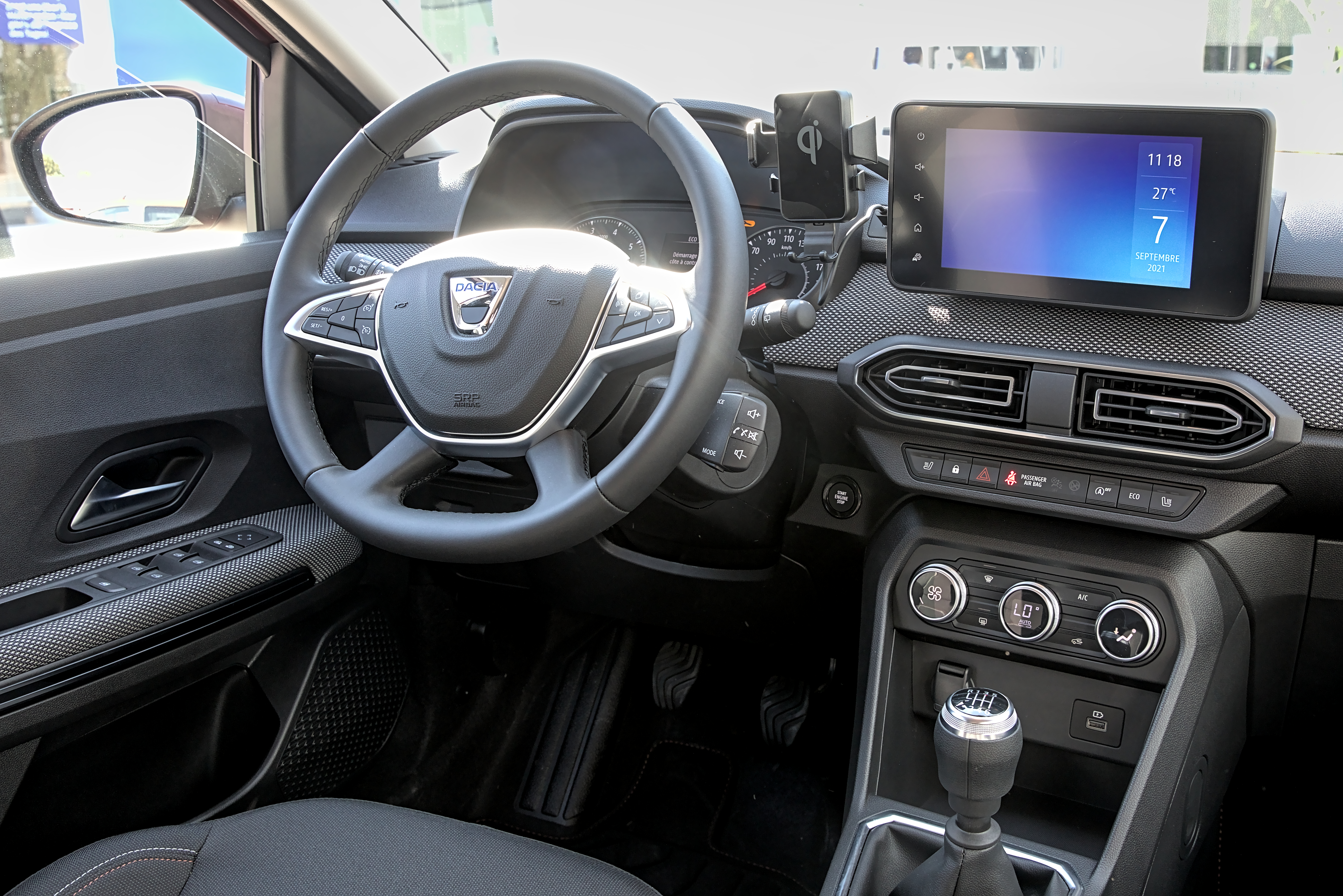
приборная панель

## Продажи
|                        | 2008   |
| ---------------------- | ------ |
| Продажи в мире, шт.    | 38 928 |
| Продажи в Румынии, шт. | 8916   |